# Forgács Leó
Forgács Leó, (Fleischmann Leó) (Budapest, 1881. október 5. – Berettyóújfalu, 1930. augusztus 17.) neves sakkversenyző, magyar bajnok, szakíró. Mérnök akart lenni, de a sakkozás miatt abbahagyta az egyetemet.
1913 után versenyen már nem indult, több újság sakkrovatát vezette, és könyvet írt.
Szervezete nem volt erős, és élete sem volt gondoktól mentes. 1930 nyarán Berettyóújfaluba utazott, hogy dr. Nagy Géza kórházában kivizsgáltassa magát, itt érte hirtelen agyvérzés, és ott is temették el.

## Versenyeredményei
Fontosabb versenyeredményeinek összefoglalása:
| Év   | Város          | Verseny                         | +  | =  | - | Eredmény | Helyezés | Megjegyzés                                                                                |
| ---- | -------------- | ------------------------------- | -- | -- | - | -------- | -------- | ----------------------------------------------------------------------------------------- |
| 1902 | Hannover       | B-főtorna, elődöntő             | 3  | 3  | 0 | 4½/6     | 1.       |                                                                                           |
|      | Hannover       | B-főtorna, döntő                | 4  | 2  | 1 | 5/7      | 1.       | Mesteri cím                                                                               |
| 1903 | Székesfehérvár | Párosmérkőzés Exner Győző ellen | 4  | 3  | 2 | 5½/9     |          | Nyert 5,5–3,5 arányban                                                                    |
| 1904 | Monte-Carlo    | Rice-cselverseny                | 2  | 2  | 6 | 3/10     | 6.       |                                                                                           |
|      | Coburg         | Nemzetközi mesterverseny        | 0  | 10 | 2 | 5/12     | 9.       |                                                                                           |
|      | Budapest       | Charousek Sportkör versenye     | 8  | 2  | 2 | 9/12     | 1.       |                                                                                           |
| 1905 | Bécs           | Nemzetközi mesterverseny        | 7  | 4  | 7 | 9/18     | 5.       |                                                                                           |
|      | Barmen         | Nemzetközi mesterverseny B.cs.  | 11 | 4  | 2 | 13/17    | 1.       |                                                                                           |
| 1906 | Oostende       | Nemzetközi mesterverseny        | 1  | 4  | 4 | 3/9      |          |                                                                                           |
|      | Nürnberg       | Nemzetközi mesterverseny        | 7  | 7  | 2 | 10½/16   | 3–4.     | Holtversenyben Carl Schlechterrel; Csigorin, Tarrasch, Spielmann, Janowski és mások előtt |
|      | Budapest       | Budai Sakk Kör versenye         | 13 | 2  | 0 | 14/15    | 1.       |                                                                                           |
| 1907 | Budapest       | Erzsébetvárosi Kaszinó versenye | 9  | 4  | 0 | 11/13    | 1.       |                                                                                           |
|      | Oostende       | Nemzetközi mesterverseny        | 12 | 13 | 3 | 18½/28   | 5.       | Erős verseny, 29 résztvevővel                                                             |
|      | Székesfehérvár | Nemzeti verseny                 | 11 | 0  | 3 | 11/14    | 1.       | Magyar bajnoki cím                                                                        |
| 1909 | Pétervár       | Nemzetközi mesterverseny        | 4  | 7  | 7 | 7½/18    | 14.      |                                                                                           |
| 1910 | Hamburg        | Nemzetközi mesterverseny        | 4  | 8  | 4 | 8/16     | 9–10.    |                                                                                           |
| 1911 | San Remo       | Nemzetközi mesterverseny        | 3  | 7  | 0 | 6½/10    | 3.       |                                                                                           |
| 1912 | San Sebastian  | Nemzetközi mesterverseny        | 0  | 6  | 4 | 3/10     | 11.      |                                                                                           |
|      | Budapest       | BSO versenye                    | 7  | 5  | 1 | 9½/13    | 3.       |                                                                                           |
| 1913 | Budapest       | Osztrák–magyar mesterverseny    | 5  | 5  | 1 | 7½/11    | 3.       |                                                                                           |

## Játékereje
A versenyeredményeiből is látható, hogy nagymesteri erőt képviselt. A 20. század első felének Maróczy Géza után legerősebb magyar sakkozójának tartották. A Chessmetrics számításai szerint legmagasabb pontértéke 2681 volt 1908. áprilisban, a világranglistán elfoglalt legjobb helyezése a 8. volt 1908. júniusban.

## Munkássága
Megjelent könyve: A sakkjáték gyöngyei. Bp. 1910. 

Sakkrovatvezető 1907-től Az Újság, majd a 20-as évek végén a Pesti Napló hasábjain.